# Список послов Канады в России
Список послов Канады в России с 1993 года по настоящее время и послов Канады в Советском Союзе с 1954 по 1992 год.

## Послы Канады в России
Офис посла Канады в России находится в посольстве Канады в Москве .
| посол                             | Начало срока | Конец срока |
| --------------------------------- | ------------ | ----------- |
| Джереми Кинсман                   | 1993 г.      | 1996 г.     |
| Энн Лихи                          | 1996 г.      | 1999 г.     |
| Родни Ирвин                       | 1999 г.      | 2003 г.     |
| Крис Вестдал                      | 2003 г.      | 2006 г.     |
| Ральф Лисишин                     | 2006 г.      | 2010        |
| Джон Клеберн Слоан                | 2010         | 2013        |
| Джон Кур                          | 2013         | 2018        |
| Стефан Жобен (поверенный в делах) | 2018         | 2019        |
| Элисон ЛеКлэр                     | 2019         |             |

## Послы Канады в Советском Союзе (1954—1992)
| посол                    | Начало срока | Конец срока |
| ------------------------ | ------------ | ----------- |
| Джон Уоткинс             | 1954 г.      | 1956 г.     |
| Арнольд Смит             | 1961 г.      | 1963 г.     |
| Роберт Артур Дуглас Форд | 1964 г.      | 1980 г.     |
| Джеффри Пирсон           | 1980 г.      | 1983 г.     |
| Вернон Джордж Тернер     | 1986 г.      | 1990 г.     |
| Майкл Ричард Белл        | 1990 г.      | 1992 г.     |